# فيومي أونو
فيومي أونو (باليابانية: 小野不由美) (24 ديسمبر 1960، ناكاتسو في اليابان)؛ كاتِبة مُتخصِّصة في أدب الأطفال وروائية يابانية.

## روابط خارجية
- فيومي أونو على موقع IMDb (الإنجليزية)
- فيومي أونو على موقع ANN person (الإنجليزية)